# Crocosmia masoniorum
Crocosmia masoniorum är en irisväxtart som först beskrevs av Harriet Margaret Louisa Bolus, och fick sitt nu gällande namn av Nicholas Edward Brown. Crocosmia masoniorum ingår i släktet montbretior, och familjen irisväxter. Inga underarter finns listade i Catalogue of Life.